# Fland Dá Chongal
Fland Dá Chongal ou Flann Ua Congaile (floruit fin du VIIe siècle) est un roi d'Uí Failghe, un peuple du Laigin dans l'actuel comté d'Offaly.

## Contexte
Fland est l'arrière arrière petit-fils de Máel Uma, un frère de  Áed Rón mac Cathail (mort en 604), un précédent souverain. Fland n'est pas mentionné dans les Annales d'Irlande mais il apparait dans les « Listes de Rois »  et dans les généalogies. La Liste de Rois du  Livre de Leinster place son règne avant celui de Cillíne mac Forannáin (mort en 652), toutefois les dates des  obits de ses fils suggèrent qu'il convient de placer son règne plus tard. Il est plus certainement un contemporain de Cellach Cualann mac Gerthidi (mort en 715), le roi de Leinster et le prédécesseur de Forbassach Ua Congaile (mort en 714). Forbasach règne pendant trois ans selon le  Livre de Leinster et Fland pendant quatorze années soit un règne possible entre 697 et 711 pour Fland.

## Unions et postérité
Fland a au moins une quinzaine de fils avec trois épouses différentes; Cinq de ses fils seront également des rois , quatre seront tués lors de la Bataille d'Áth Senaig en 738 lorsque les « Hommes du Leinster » seront défaits par l'Ard ri Erenn Áed Allán. Les descendants de Fland sont connus sous le nom de Uí Flaind :
1) Fils nés de Érenach, fille de Murchad Midi mac Diarmato (mort en 715) roi d'Uisneach : 
- Mugrón mac Flainn (mort en 782), Roi d'Uí Failge ;
- Cináed mac Flainn (mort en 770), Roi d'Uí Failge ;
- Cummascach mac Flainn (mort en 757), Roi d'Uí Failge ;
- Flaithbertach.

2) Fils nés d'une fille anonyme d'un certain Fland Léna : 
- Tomaltach,
- Indrechtach,
- Írgalach,
- Cathassach.

3) Fils nés d'une femme d'origine servile issue des Uí Dúnlainge une lignée du Laigin : 
- Cairpre,
- Flaithnia mac Flainn (mort en 755), roi d'Uí Failge,
- Cellach (mort en 770),
- Máel Fuataich.

D'autres fils dont : 
- Ailill Corrach mac Flainn (mort en 741), roi d'Uí Failge ;
- Óengus.

## Sources
- (en) Gearóid Mac Niocaill, Ireland before Vikings, Dublin, Gill & Macmillan, 1972, p. 127 The Uí Failgi in the eight century
- (en) Francis John Byrne, Irish Kings and High-Kings, Dublin, Courts Press History Classics, 2001 (ISBN 1-851-82-196-1).